# Vidigulfo
Vidigulfo – miejscowość i gmina we Włoszech, w regionie Lombardia, w prowincji Pawia.
Według danych na rok 2004 gminę zamieszkiwało 4231 osób, 282,1 os./km².